# Antonín Uhl
Antonín Uhl (? – 20. října 1737 ve Voticích) byl františkán působící v českých zemích a české řádové provincii svatého Václava, opakovaně kvardián ve více konventech, magistr noviců a autor výkladu františkánské řehole.
V září 1714 byl, zřejmě poprvé, zvolen na provinční kapitule kvardiánem, a to v klášteře v Jindřichově Hradci. Po roce byl vystřídán a zřejmě přemístěn do jiného konventu. Roku 1716 v něm působil jako klášterní vikář a současně magistr noviců. V letech 1721 až 1724 byl představeným františkánského kláštera v Plzni. Za jeho vedení byl díky dobrodincům postaven v Plzni při františkánském chrámu nový chór pro modlitby řeholníků. V únoru 1722 umožnil sečskému faráři Janu Václavu Kusovi uložit si v klášteře peníze a cennosti za 2720 zlatých, které vešly v historickou známost kvůli jejich krádeži ze zabezpečené klášterní knihovny, kterou o několik let později provedl jeden z řeholníků v konventu pobývajících. Od léta 1724 bychom Antonína Uhla potkali znova v Jindřichově Hradci, tentokrát jako klášterního vikáře. Jednalo se ale spíše o vynucené přerušení příliš dlouhého působení ve funkci klášterního představeného, neboť po roce se do Plzně vrací a podruhé zde, tentokrát do roku 1729, vede místní františkány jako jejich kvardián. Jako jindřichohradecký klášterní představený pak podruhé působil v letech 1730 až 1733. V tomto období, konkrétně v letech 1732 a následujícím, byl pod jeho vedením a s pomocí spolubratří i dobrodinců zřízen a vyzdoben nový hlavní oltář v místním klášterním chrámu sv. Kateřiny.
Jako magistr noviců připravující nové zájemce o vstup do řehole zpracoval bratr Antonín rukopisný výklad řehole sv. Františka na základě rozboru téhož díla zpracovaného o necelé století dříve vlámským františkánem Pierre Marchantem (1585-1661): Explicatio litteralis secundum Marchantium Regulae Sancti Patris nostri Francisci“.